# Moura
Moura é uma cidade raiana portuguesa pertencente ao Distrito de Beja, inserida na região do Alentejo (NUT II) e na sub-região do Baixo Alentejo (NUT III), com 7064 habitantes (2021).
É sede do Município de Moura que tem 958,46 km² de área e 13 259 habitantes (2021), subdividido em 5 freguesias. O município é limitado a norte pelo município de Mourão, a leste por Barrancos, a leste e sul pela Espanha, a sudoeste por Serpa e a oeste pela Vidigueira, Portel e Reguengos de Monsaraz.
O atual Presidente da Câmara Municipal de Moura é Álvaro Azedo, eleito pelo Partido Socialista, em 2021.

## Caracterização

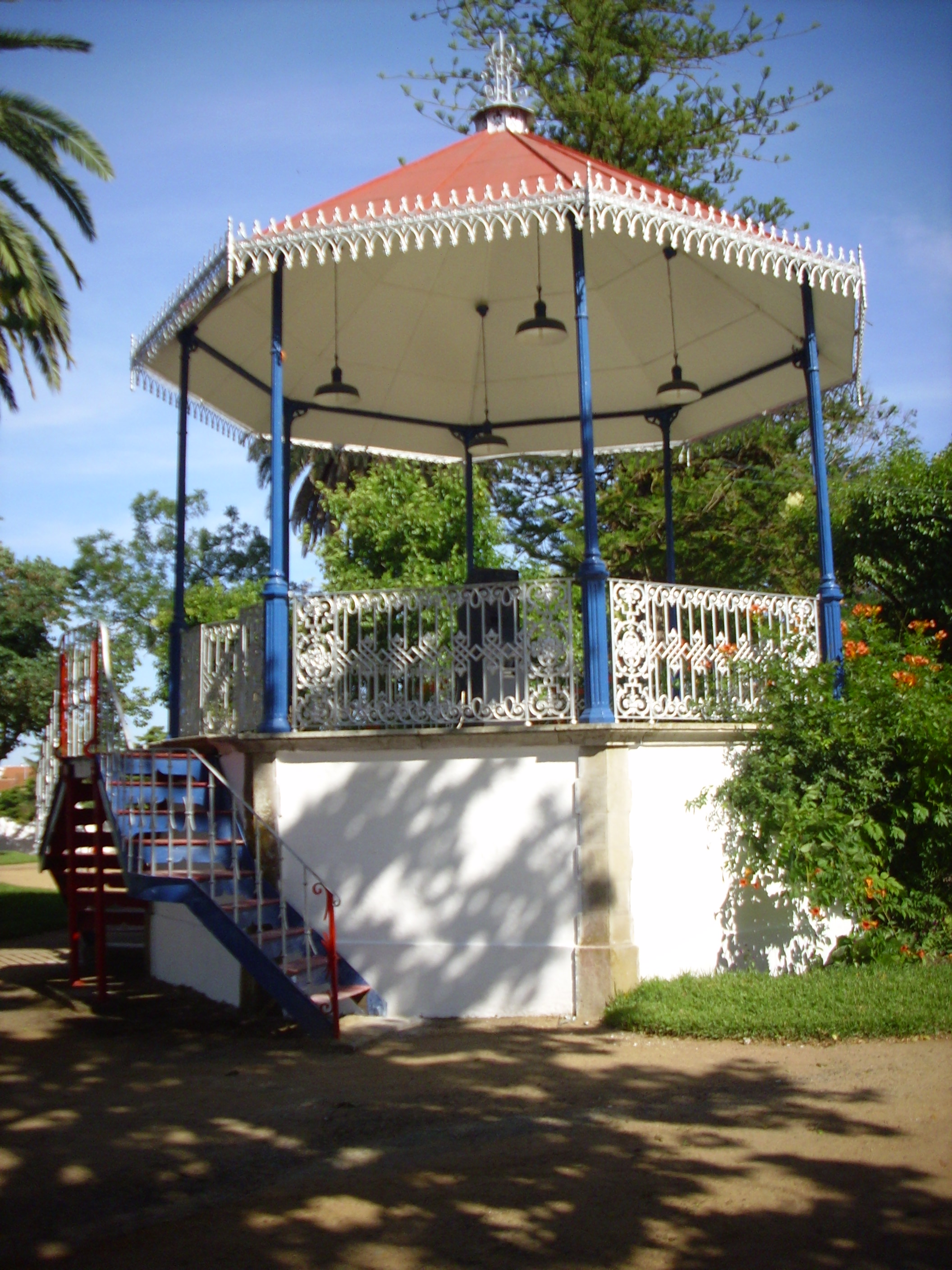
Coreto, em Moura

### Geografia
A fronteira com Espanha, a oriente, e o rio Guadiana, a ocidente, são as grandes fronteiras do concelho de Moura. A água dos seus rios e ribeiras, a fertilidade das suas terras e a abundância de minério desde cedo atraíram as pessoas para se fixarem neste território.
Longe dos grandes entrepostos comerciais do litoral, foi da terra que a população do município sempre viveu. Foi assim que, ao longo dos séculos, se organizaram e expandiram as aldeias e que o município de Moura fez a sua história e se afirmou.
Para além de Moura, existem outras 7 localidades - Amareleja, Safara, Sobral da Adiça, Póvoa de São Miguel, Santo Aleixo da Restauração, Santo Amador e Estrela - que dão corpo e alma ao município. São sítios bem distintos, de personalidade própria, envolvidos por oliveiras, que são a imagem de marca do município. Nas suas imediações, ou cruzando-o, há rios onde se pesca. Os campos são, ainda, terreno de caça ou de passeio.
O ritmo de vida, ainda hoje marcado pelas estações agrícolas, é tão antigo como o próprio município. As quatro estações do ano conhecem, ainda, uma sequência com poucas alterações. Não se perdeu, assim, a arte de fazer os excelentes queijos, a doçaria, os enchidos, os vinhos e azeites, que são motivo de orgulho para o município.

## Freguesias
|  | O Município de Moura está dividido em 5 freguesias: 0 - Amareleja - Moura (Santo Agostinho e São João Baptista) e Santo Amador - Póvoa de São Miguel - Safara e Santo Aleixo da Restauração - Sobral da Adiça 0 |

## Clima
Moura tem um clima quente e temperado. O clima é classificado como Csa, de acordo com a classificação climática de Köppen-Geiger. A temperatura média anual é de 16.7 °C. O valor da pluviosidade média anual é de 539 mm.
A precipitação no mês de julho, que é o mês mais seco, é de 3 mm. A maioria da precipitação cai em dezembro, com uma média de 75 mm. Agosto é o mês mais quente do ano, com uma temperatura média de 24.7 °C. Janeiro é o mês com a mais baixa temperatura ao longo do ano (9.6 °C).

## História

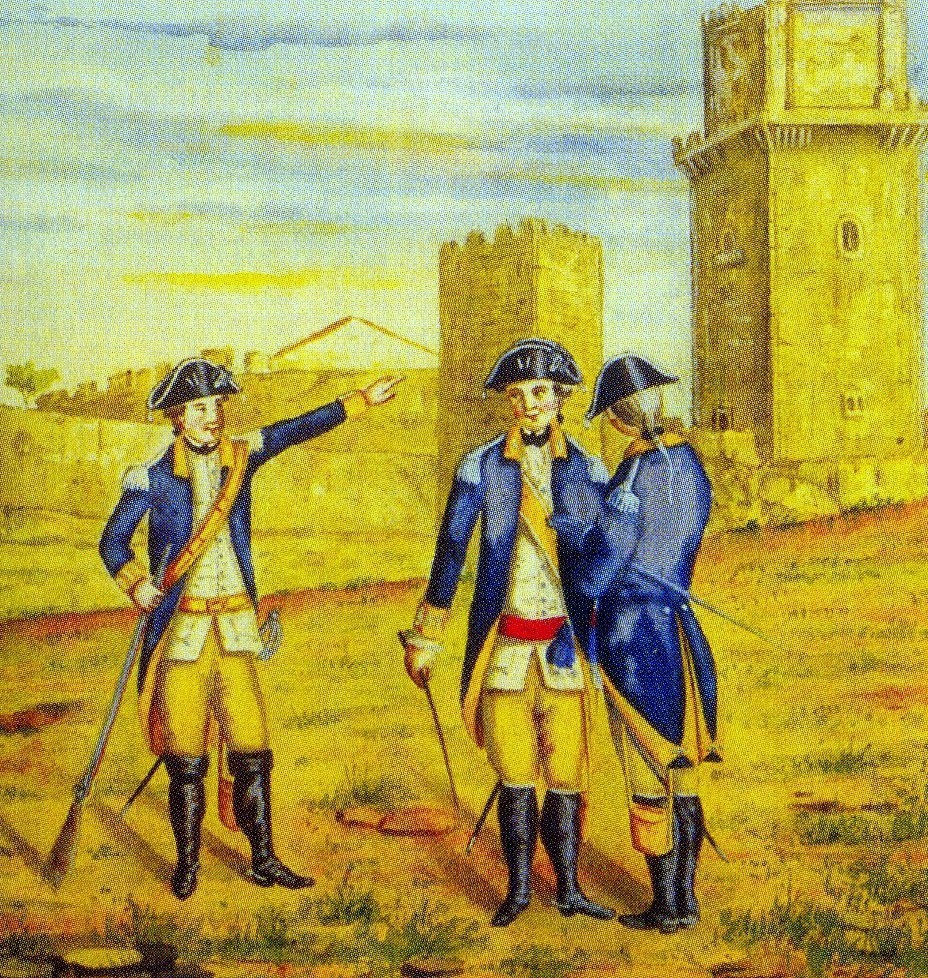
Regimento de cavalaria de Moura, em 1783.

Durante a ocupação romana da Península Ibérica, a cidade de Moura chamar-se-ia Aruci Novum. As invasões muçulmanas alteraram o seu nome para Al-Manijah. A designação atual de Moura surge ligada à Lenda da Moura Salúquia.
O castelo de Moura, classificado como Imóvel de Interesse Público desde 1944, está implantado no ponto mais elevado da cidade e a sua ocupação remonta, pelo menos, à Idade do Ferro. Existem vestígios da fortificação do período Islâmico e do período Cristão, testemunhos das intensas disputas pelo controlo do território. O domínio cristão efetivou-se em 1232 data a partir da qual surge o bairro da mouraria, extra-muros. É com D. Dinis que Moura recebe a sua primeira Carta de Foral (1295) e Carta de Feira (1302) e, posteriormente, D. Manuel concede nova carta de foral, em 1512; nesse  mesmo século recebe, por D. João III, o título de Notável Vila de Moura.
A sua importância geoestratégica no período da Reconquista Cristã e em épocas posteriores é inequívoca, tendo em conta o facto de ter sido aqui que se construiu o primeiro convento da Ordem dos Carmelitas em Portugal e em toda a Península Ibérica. O convento do Carmo encontra-se classificado como Imóvel de Interesse Público desde 1944, sendo que a Igreja Matriz de São João Batista, construída a mando de D. Manuel no início do século XVI, está classificada como Monumento Nacional desde 1932.
A proximidade com a fronteira espanhola obrigava a um controlo apertado do território em redor do castelo, daí a necessidade de se construírem torres de vigia ou atalaias. Em Moura estão inventariadas seis, sendo que a Atalaia Magra está classificada como Imóvel de Interesse Público desde 1986.
A existência de duas nascentes de água permanente no interior do castelo, que ainda hoje abastecem duas fontes (Três Bicas e Santa Comba), permitiu que surgissem, na transição do século XIX para o século XX, uma unidade termal e a fábrica da Água Castello, unidade fabril que se manteve no espaço do castelo até ao final da década de 30.
Moura foi elevada a cidade a 1 de fevereiro de 1988. O feriado municipal celebra-se a 24 de Junho.

## Economia

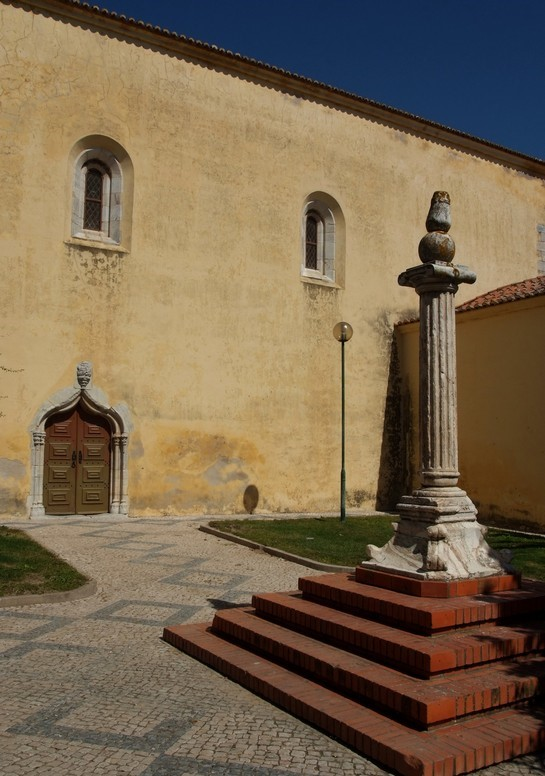
Pelourinho de Moura

Em 1981, o setor primário era a principal fonte de emprego no concelho, atingindo valores na ordem dos 47,2%, correspondente a cerca de metade dos postos de trabalho existentes. Uma década mais tarde, este valor sofreu um decréscimo acentuado, situando-se nos 32,8%. Em 2001, este valor sofreu um decréscimo ainda mais acentuado, situando-se nos 19,8% e, em 2011, voltou a descer, fixando-se nos 17,48%. Trata-se, assim, de um setor em regressão, com perda de mão-de-obra. Esta situação resulta, em larga medida, das fracas potencialidades dos solos e das características da atividade agrícola do concelho de Moura. A principal atividade agrícola no concelho é a olivicultura, sendo o azeite da Cooperativa Agrícola de Moura e Barrancos uma DOP (denominação de origem protegida).
A quebra da importância do setor primário na ocupação da população residente contrasta com o aumento do setor terciário, devido a um crescimento das atividades mais diretamente relacionadas com o consumo, designadamente o comércio, bem como dos serviços de apoio à população (a destacar as áreas da educação, idosos, saúde e administração pública).
O tecido empresarial do concelho de Moura é constituído, segundo o INE, por 1629 empresas distribuídas pelos três setores de atividade. No entanto, o maior número de empresas implantadas pertence ao setor terciário, seguindo-se o setor primário e, por último e quase inexistente, o setor secundário.
O setor terciário reparte-se pelos subsetores de atividade, dos quais os que apresentam maior número de empresas sediadas no concelho são: o comércio por grosso e a retalho, oficinas de reparação de veículos e alojamento e restauração.

## Política

### Presidentes da Câmara Municipal eleitos depois do25 de Abril de 1974
- 1976 - 1978: Armando Almeida Manso (PS)
- 1978 - 1979: Luís António Ramos (PS), em substituição de Armando Almeida Manso
- 1979 - 1982: Manuel Romana Ângelo (CDU)
- 1982 - 1985: Manuel Romana Ângelo (CDU)
- 1985 - 1989: António Lamas Oliveira (CDU)
- 1989 - 1991: José Simões Duarte (PS)
- 1991 - 1993: Manuel Vitorino Mestre (PS), em substituição de José Simões Duarte
- 1993 - 1997: Manuel Vitorino Mestre (PS)
- 1997 - 2001: José Maria Pós de Mina (CDU)
- 2001 - 2005: José Maria Pós de Mina (CDU)
- 2005 - 2009: José Maria Pós de Mina (CDU)
- 2009 - 2013: José Maria Pós de Mina (CDU)
- 2013 - 2017: Santiago Ferreira Macias (CDU)
- 2017 - 2021: Álvaro José Pato Azedo (PS)
- 2021 - 2025: Álvaro José Pato Azedo (PS)

### Eleições autárquicas[13]
| Data | %     | V     | %            | V            | %    | V    | %              | V      | %              | V       | %              | V      | %              | V   | %       | V       | %              | V  | % | V | Participação |                |
| Data | PS    | PS    | FEPU/APU/CDU | FEPU/APU/CDU | GDUP | GDUP | AD             | AD     | PPD/PSD        | PPD/PSD | CDS-PP         | CDS-PP | PRD            | PRD | PSD/CDS | PSD/CDS | CH             | CH | A | A | Participação |                |
| ---- | ----- | ----- | ------------ | ------------ | ---- | ---- | -------------- | ------ | -------------- | ------- | -------------- | ------ | -------------- | --- | ------- | ------- | -------------- | -- | - | - | ------------ | -------------- |
| Data | 1976  | 46,67 | 4            | 42,30        | 3    | 4,70 | -              |        |                |         |                |        |                |     |         |         |                |    |   |   |              | 66,24 / 100,00 |
| 1979 | 33,01 | 3     | 52,85        | 4            |      |      | 10,84          | -      | AD             | AD      | AD             | AD     | 9              |     |         |         |                |    |   |   |              |                |
| 1982 | 31,54 | 2     | 53,84        | 4            | 9,23 | -    | 66,58 / 100,00 |        | AD             | AD      | AD             | AD     |                |     |         |         |                |    |   |   |              |                |
| 1985 | 34,16 | 2     | 46,00        | 4            | Lo   | Lo   |                |        |                |         | 15,93          | 1      | 53,95 / 100,00 |     |         |         |                |    |   |   |              |                |
| 1989 | 57,08 | 4     | 38,20        | 3            | Lo   | Lo   |                |        | 55,35 / 100,00 |         |                |        |                |     |         |         |                |    |   |   |              |                |
| 1993 | 44,76 | 4     | 38,91        | 3            | Lo   | Lo   | 9,82           | -      | 1,97           | -       | 53,86 / 100,00 |        |                |     |         |         |                |    |   |   |              |                |
| 1997 | 32,34 | 2     | 46,06        | 4            | Lo   | Lo   | 17,73          | 1      |                |         | 52,71 / 100,00 |        |                |     |         |         |                |    |   |   |              |                |
| 2001 | 41,06 | 3     | 41,10        | 3            | Lo   | Lo   | 10,84          | 1      | 3,06           | -       | 49,79 / 100,00 |        |                |     |         |         |                |    |   |   |              |                |
| 2005 | 39,66 | 3     | 46,54        | 4            | Lo   | Lo   | 8,90           | -      | 1,28           | -       | 54,84 / 100,00 |        |                |     |         |         |                |    |   |   |              |                |
| 2009 | 37,16 | 3     | 49,49        | 4            | Lo   | Lo   | 7,94           | -      | 2,10           | -       | 54,95 / 100,00 |        |                |     |         |         |                |    |   |   |              |                |
| 2013 | 42,59 | 3     | 42,90        | 4            | Lo   | Lo   | CDS-PP         | CDS-PP | PPD/PSD        | PPD/PSD | 10,57          | -      | 54,02 / 100,00 |     |         |         |                |    |   |   |              |                |
| 2017 | 48,34 | 4     | 39,33        | 3            | Lo   | Lo   | 7,95           | -      | 1,20           | -       |                |        | 53,19 / 100,00 |     |         |         |                |    |   |   |              |                |
| 2021 | 40,31 | 3     | 38,97        | 3            | Lo   | Lo   | CDS-PP         | CDS-PP | PPD/PSD        | PPD/PSD | 3,75           | -      | 14,35          | 1   | PSD/CDS | PSD/CDS | 58,04 / 100,00 |    |   |   |              |                |

### Eleições legislativas
| Data | %     | %     | %     | %    | %     | %        | %     | %     | %     | %     | %    | %   | %       | % | %  | %  |
| Data | PCP   | PS    | PSD   | CDS  | UDP   | APU/ CDU | AD    | FRS   | PRD   | PSN   | BE   | PAN | PSD CDS | L | CH | IL |
| ---- | ----- | ----- | ----- | ---- | ----- | -------- | ----- | ----- | ----- | ----- | ---- | --- | ------- | - | -- | -- |
| 1976 | 44,43 | 32,03 | 6,30  | 5,12 | 2,40  |          |       |       |       |       |      |     |         |   |    |    |
| 1979 | APU   | 22,19 | AD    | AD   | 1,80  | 51,65    | 17,38 |       |       |       |      |     |         |   |    |    |
| 1980 | APU   | FRS   | AD    | AD   | 1,08  | 45,42    | 20,85 | 23,77 |       |       |      |     |         |   |    |    |
| 1983 | APU   | 31,44 | 8,25  | 4,23 | 0,78  | 48,44    |       |       |       |       |      |     |         |   |    |    |
| 1985 | APU   | 19,06 | 10,20 | 2,38 | 1,29  | 39,84    | 19,61 |       |       |       |      |     |         |   |    |    |
| 1987 | CDU   | 20,65 | 22,48 | 2,58 | 1,17  | 34,63    | 9,46  |       |       |       |      |     |         |   |    |    |
| 1991 | CDU   | 30,02 | 29,89 | 2,80 |       | 26,07    | 0,89  | 1,11  |       |       |      |     |         |   |    |    |
| 1995 | CDU   | 49,02 | 14,45 | 3,76 | 1,37  | 25,60    |       |       |       |       |      |     |         |   |    |    |
| 1999 | CDU   | 53,73 | 11,87 | 3,75 |       | 24,26    | 0,30  | 1,44  |       |       |      |     |         |   |    |    |
| 2002 | CDU   | 49,15 | 18,79 | 4,63 | 20,97 |          | 1,36  |       |       |       |      |     |         |   |    |    |
| 2005 | CDU   | 59,33 | 10,08 | 2,87 | 19,87 | 3,60     |       |       |       |       |      |     |         |   |    |    |
| 2009 | CDU   | 40,08 | 13,89 | 6,25 | 25,75 | 8,54     |       |       |       |       |      |     |         |   |    |    |
| 2011 | CDU   | 35,55 | 21,14 | 8,07 | 23,70 | 3,37     | 0,46  |       |       |       |      |     |         |   |    |    |
| 2015 | CDU   | 38,86 | CDS   | PSD  | 25,05 | 6,46     | 0,39  | 21,28 | 0,21  |       |      |     |         |   |    |    |
| 2019 | CDU   | 44,97 | 12,49 | 3,04 | 20,71 | 7,27     | 1,05  |       | 0,36  | 4,68  | 0,15 |     |         |   |    |    |
| 2022 | CDU   | 43,61 | 13,85 | 0,79 | 16,23 | 2,35     | 0,41  | 0,29  | 18,22 | 1,47  |      |     |         |   |    |    |
| 2024 | CDU   | 32,56 | AD    | AD   | 12,58 | 13,97    | 2,54  | 0,92  | 1,09  | 30,45 | 1,57 |     |         |   |    |    |

## Evolução da população do município
Por decreto de 13/01/1898, deixaram de pertencer a este concelho as freguesias de Pias e Orada e Vale de Vargo, que passaram a fazer parte do concelho de Serpa.
| Número de habitantes★                    | Número de habitantes★ | Número de habitantes★ | Número de habitantes★ | Número de habitantes★ | Número de habitantes★ | Número de habitantes★ | Número de habitantes★ | Número de habitantes★ | Número de habitantes★ | Número de habitantes★ | Número de habitantes★ | Número de habitantes★ | Número de habitantes★ | Número de habitantes★ | Número de habitantes★ |
| ---------------------------------------- | --------------------- | --------------------- | --------------------- | --------------------- | --------------------- | --------------------- | --------------------- | --------------------- | --------------------- | --------------------- | --------------------- | --------------------- | --------------------- | --------------------- | --------------------- |
| 1864                                     | 1878                  | 1890                  | 1900                  | 1911                  | 1920                  | 1930                  | 1940                  | 1950                  | 1960                  | 1970                  | 1981                  | 1991                  | 2001                  | 2011                  | 2021                  |
| 13 727                                   | 15 241                | 16 367                | 17 417                | 20 528                | 21 276                | 23 753                | 27 582                | 30 584                | 29 106                | 21 342                | 19 772                | 17 549                | 16 590                | 15 167                | 13 258                |
| Número de habitantes por Grupo Etário ★★ |                       |                       |                       |                       |                       |                       |                       |                       |                       |                       |                       |                       |                       |                       |                       |
|                                          |                       |                       | 1900                  | 1911                  | 1920                  | 1930                  | 1940                  | 1950                  | 1960                  | 1970                  | 1981                  | 1991                  | 2001                  | 2011                  | 2021                  |
| 0-14 Anos                                | 0-14 Anos             | 0-14 Anos             | 5 780                 | 7 019                 | 7 179                 | 7 333                 | 8 180                 | 8 104                 | 7 397                 | 5 525                 | 4 413                 | 3 309                 | 2 546                 | 2 402                 | 1 965                 |
| 15-24 Anos                               | 15-24 Anos            | 15-24 Anos            | 3 362                 | 3 535                 | 4 105                 | 4 780                 | 5 012                 | 5 611                 | 4 777                 | 3 115                 | 2 832                 | 2 478                 | 2 206                 | 1 640                 | 1 472                 |
| 25-64 Anos                               | 25-64 Anos            | 25-64 Anos            | 7 436                 | 8 417                 | 8 874                 | 10 252                | 12 411                | 14 478                | 14 471                | 10 990                | 9 190                 | 8 175                 | 8 128                 | 7 549                 | 6 343                 |
| = ou > 65 Anos                           | = ou > 65 Anos        | = ou > 65 Anos        | 668                   | 890                   | 1 117                 | 1 323                 | 1 686                 | 2 171                 | 2 461                 | 2 585                 | 3 337                 | 3 587                 | 3 710                 | 3 576                 | 3 478                 |

★ Número de habitantes que tinham a residência oficial neste município à data em que os censos se realizaram.
★★ De 1900 a 1950 os dados referem-se à população presente no município à data em que eles se realizaram. Daí que se registem algumas diferenças relativamente à designada população residente.

## Acessibilidade e infraestruturas
Os acessos ao concelho são assegurados pelas seguintes estradas: 
- ER255, na ligação a Portel e a Reguengos de Monsaraz, ao IP2
- ER258, na ligação à Vidigueira, ao IP2 e a Beja
- EN255, na ligação a Serpa, ao IP8 e a Beja
- EN255-1 e ER385, na ligação a Vila Verde de Ficalho, ao IP8 e à fronteira

## Património
- Castro da Azougada
- Igreja de São João Baptista
- Igreja de Santo Agostinho

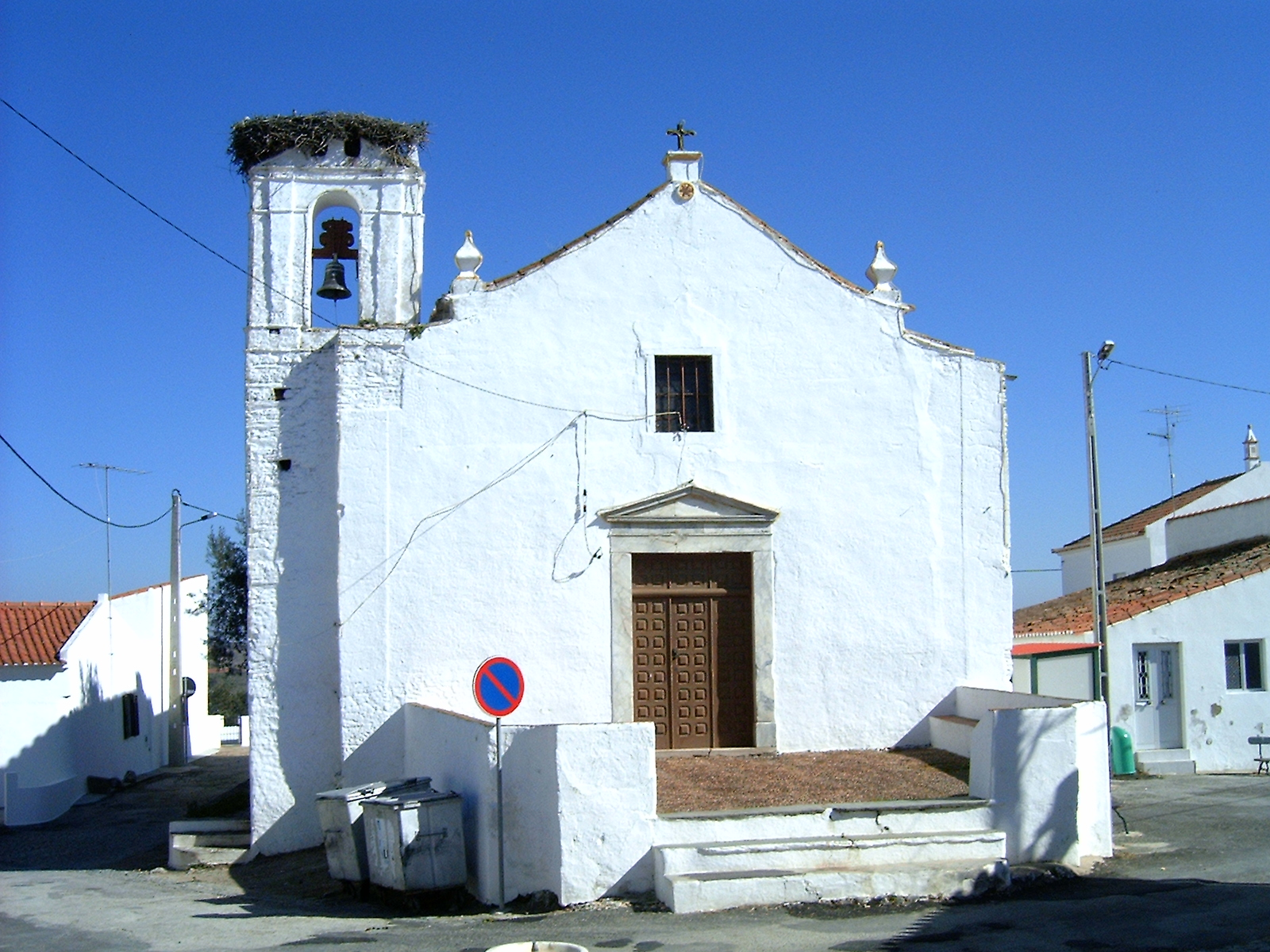
Igreja de Nossa Senhora da Estrela, Póvoa de São Miguel.

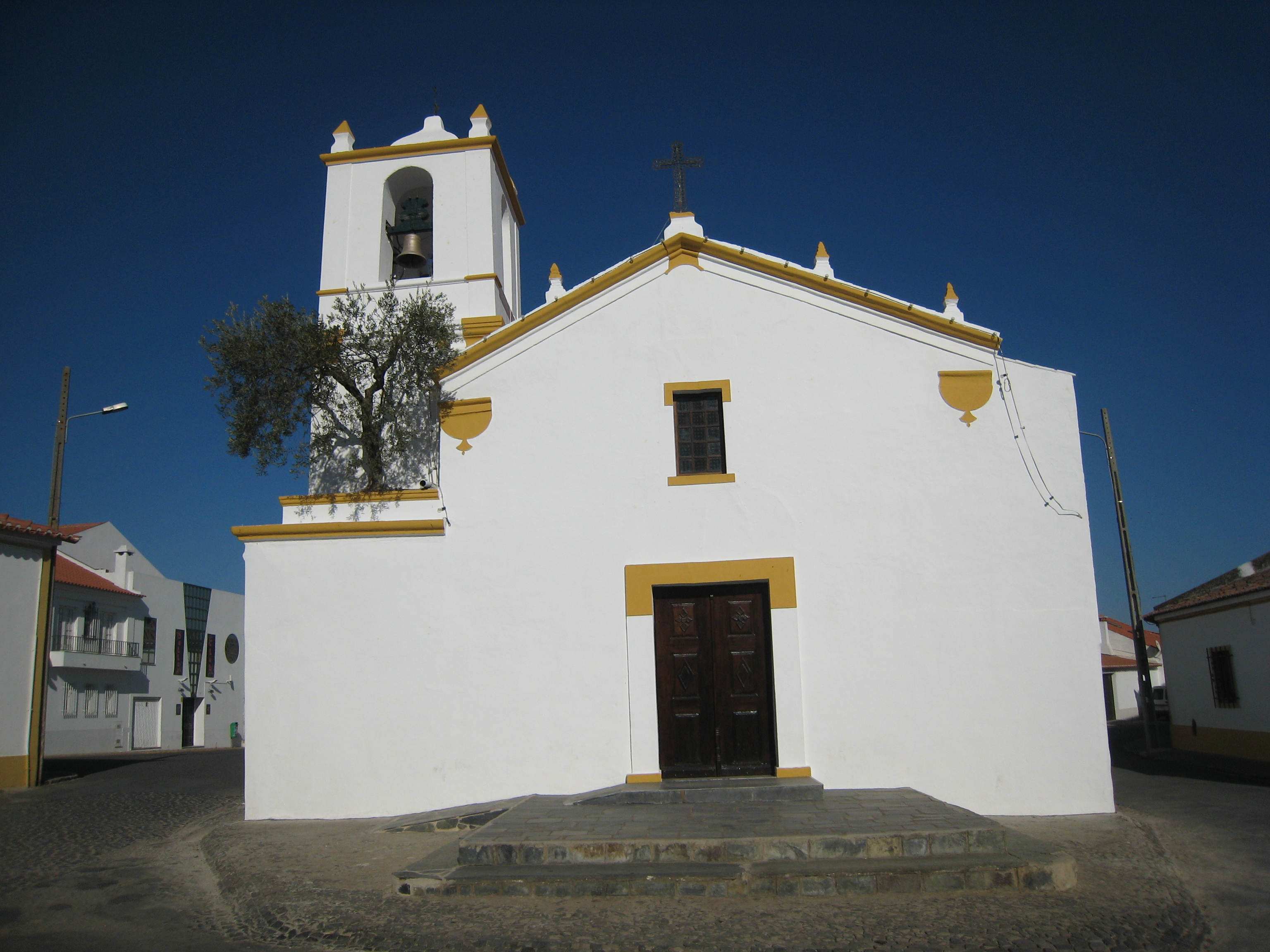
Igreja Matriz de Amareleja

- Igreja de São Francisco e Convento de São Francisco
- Ponte romana sobre o rio Brenhas
- Castelo de Moura (incluindo o Convento das freiras Dominicanas e o edifício da antiga Câmara Municipal)
- Edifício dos Quartéis
- Igreja de São Pedro (atual Museu de Arte Sacra)
- de Arte Sacra de Moura)
- Convento do Carmo
- Bairro da Mouraria
- Pedra das Antas e Anta das Pedras Tanchadas (galerias dolménicas na Herdade da Negrita)
- Atalaia Magra
- Atalaia Gorda
- Atalaia do Alvarinho
- Atalaia de Porto de Mourão
- Atalaia da Casinha
- Museu do Lagar de Varas de Fojo
- Ermida de São Sebastião
- Ermida de Santo António
- Ermida de São Cristóvão
- Ermida de São Lourenço
- Igreja de Nossa Senhora da Estrela
- Outeiro dos Castelos
- Convento da Tomina
- Igreja Paroquial de Safara
- Igreja de Santo Aleixo

## Cultura
- Museu Municipal de Moura
- Biblioteca Municipal Urbano Tavares Rodrigues
- Museu Gordillo - Joalharia Contemporânea
- Museu de Arte Sacra de Moura - Igreja de São Pedro
- Núcleo Museológico de Armaria (Castelo de Moura - Torre de Menagem)
- Casa dos Poços (Mouraria)
- Galeria do Espírito Santo
- Posto de Turismo (Castelo de Moura)
- Cineteatro Caridade

## Turismo
- Herdade da Contenda
- Estabelecimento Termal
- Moinhos da Barca
- Barragem de Alqueva
- Hotel de Moura
- Hotel Passagem do Sol
- Hotel Santa Comba
- Passo do Lobo - Turismo Rural

## Feiras, festas e romarias
- Mercado Mensal - 1º sábado de cada mês
- Feira do Livro - abril
- Feira de Maio
- Noite Branca - junho
- Mastros e Marchas Populares - junho
- Festas em Honra de Nossa Senhora do Carmo - julho
- Feira de Setembro

## Personalidades ilustres
- Joaquim Teotônio Segurado (Presidente da província autônoma de São João da Palma)
- Inocêncio Camacho Rodrigues (professor da Faculdade de Ciências, deputado, ministro, ministro das Finanças e governador do Banco de Portugal)
- Carlos Honório de Gouveia Durão (ministro e Secretário de Estado dos Negócios do Reino, ministro do Reino e da Marinha e Ultramar, ministro e secretário de Estado dos Negócios Eclesiásticos e da Justiça)
- Frei Pedro Correas (religioso da Ordem dos Frades Menores)
- D. Frei Baltasar Limpo (bispo do Porto e arcebispo de Braga)
- D. José Pereira de Lacerda (bispo do Algarve e cardeal)
- Eunice Muñoz (atriz)
- Ana Arrebentinha (humorista, atriz e apresentadora de televisão)
- Maria do Carmo (fadista)
- Luís Piçarra (cantor)
- Urbano Tavares Rodrigues (escritor, comunista e militante antifascista)
- Alberto Gordillo (oalheiro contemporâneo)
- Francisco Moita Flores (criminologista, escritor e político)
- Francisco Martins Ramos (professor e antropológo)
- Domingos Machado/Belle Dominique (transformista)
- Mário Zambujal (escritor e jornalista desportivo)
- Isaac Alfaiate (ator e modelo)
- Miguel Garcia (ex-futebolista)
- Miguel Moura (cantor)
- Matilde Jacob (cantora)
- Porque sí (Margarida Rico, Tomás Marques, Rúben Modesto e Manuel Serrano): banda

## Heráldica
|  | Brasão: Escudo de prata, com uma torre torreada a negro, aberta e iluminada de ouro, sobre um terrado a verde. À porta da torre, uma mulher morta, vestida de prata. Coroa mural de cinco torres. Listel branco com legenda a negro: "NOTÁVEL VILA DE MOURA - CIDADE". |
|  | Bandeira: Gironada de amarelo e negro. Cordões e borlas de ouro e de negro. Haste e lança de ouro. |